# Гойдалка (картина Фраґонара)
«Гойдалка», повна назва «Щасливі можливості гойдалки» (фр. Les Hasards heureux de l'escarpolette) — картина французького живописця Жана Оноре Фраґонара, написана близько 1767 року. Найвідоміша робота художника, яку вважають шедевром «галантного жанру» епохи мистецтва стилю рококо.

## Сюжет та композиція
На картині зображений молодий чоловік, який спостерігає через кущі за юною панночкою на гойдалці, яку розгойдує літній чоловік, який не помічає шанувальника, що ховається. У зображений на картині момент дівчина, перебуваючи у верхній точці траєкторії гойдалки, дозволяє щасливому кавалеру зазирнути в таємниці своєї сукні, хоча подібна щедрість обертається втратою туфлика, який летить у статую Гарпократа — давньогрецького бога мовчання та секретів. Купідон, який підніс вказівний палець до рота, свідчить про стриманий характер стосунків. Шапо бержер («капелюх пастушки») на голові дівчини посилює іронічно-фривольний сенс картини, оскільки в ті часи такі капелюшки асоціювалися зі статечною шляхетністю мешканців сільських маєтків, близьких до природи і не зіпсованих міськими спокусами.
Реставрація 2021 виявила нові елементи: собаку в правому нижньому кутку картини, деталі одягу молодої жінки і той факт, що літній чоловік одягнений не в чорне, а в синє. Ця остання деталь означає, що старий — не релігійна людина, а мирянин, і що картина показує ситуацією «ménage à trois» (можливо, за участю батька та його сина). Інша інтерпретація картини полягає в тому, що старий розважається, гойдаючи свою молоду дружину, не усвідомлюючи, що грає на руку двом молодим закоханим.
Крім близьких варіацій на цю тему художник написав раніший варіант картини «Гойдалка» (зберігається у зібранні Тіссена-Борнеміси в Лугано). За визначенням С. М. Даніеля, «веселий і жвавий дух, дух гри, що вселився в мистецтво Фраґонара», ніколи «не полишав стін його майстерні».

## Історія створення картини
За спогадами драматурга Шарля Колле, неназваний ним придворний короля Людовіка XV замовив цю картину Габріелю-Франсуа Доєну як сюжетний портрет своєї коханки і себе, причому, згідно з задумом, гойдалку мав розгойдувати єпископ: «Я хотів би, щоб ви написали мадам (указує на свою пані) на гойдалці, яку розгойдує єпископ. Ви помістите мене так, щоб я міг бачити ноги цієї прекрасної дитини, а якщо захочете, то навіть краще, щоб зробити вашу картину ще яскравішою». Доєн, який не ризикнув взятися за таку фривольну інтерпретацію сюжету, передав замовлення Фрагонару, який і написав картину, замінивши, однак, єпископа мирянином.
Таємничим спонсором традиційно від XIX століття вважають Марі-Франсуа-Давіда Больє де Сен-Жюльєна (1713—1788), барона Аржантальського та генерального отримувача данини духовенства. Сумнів міг виникнути через існування іншого барона Сен-Жульєна, Гійома Байє де Сен-Жульєна (1726—1796), який був колекціонером і художнім критиком. За ще однією версією, замовником міг бути його син Жан-Віктор-Франсуа-Оґюст де Сен-Жульєн (1749—1781), вік якого 1767 року краще відповідає віку персонажа на картині.

## Провенанс
Особа першого власника картини залишається нез'ясованою, хоча висловлювалося припущення, що це міг бути Марі-Франсуа-Давид Больє де Сен-Жюльєн, більш відомий як барон де Сен-Жюльєн (1713—1788). Першим достовірним власником був збирач податків М.-Ф. Менаж де Прессіньї, після смерті якого 1794 року картина перейшла у власність революційного уряду Франції. Згодом картина, можливо, належала маркізу де Розен де Сен-Мар, а наступним безперечним власником став Шарль де Морні. Після смерті де Морні 1865 року картину купив на аукціоні в Парижі Річард Сеймур-Конвей, четвертий маркіз Хертфорд, один із засновників зібрання Воллеса в Лондоні, де цей твір зберігається донині. 2021 року завершено реставрацію картини.

## Відомі копії
Відомі дві копії картини, жодну з яких не виконав сам Фраґонар. Один примірник, що колись належав Едмону де Ротшильду, зображує жінку в синій сукні. Інша зменшена версія (56×46 см), що належала герцогу Арману Жулю Поліньяку, стала 1930 року власністю сім'ї Грімальді, коли П'єр де Поліньяк одружився з принцесою Шарлоттою, герцогинею Валентинуа. 1966 року колекція Грімальді передала картину місту Версалю, де її нині виставлено в музеї Ламбіне.